# チャイキー・ブラウン
チャイキー・ブラウン（Chykie Brown 、1986年12月26日 - ）は、テキサス州ヒューストン出身のアメリカンフットボール選手。現在は、フリーエージェント。ポジションはコーナーバック。

## 経歴
高校時代はセイフティ、コーナーバック、ランニングバック、ワイドレシーバーとしてプレーし、テキサス州のオールチームに選ばれた。高校時代120タックル、10インターセプト、4ファンブルフォースをあげた。
高校卒業後、テキサス大学に進学した。テキサス大学では先発29試合を含む47試合に出場し、106タックル、2インターセプト、4サック、2ファンブルフォースをあげた。
1年次の2007年は、スペシャルチーム及びディフェンシブバックとしてプレーし、11タックル及び8スペシャルチームタックルをあげた。2年次の2008年は足首の負傷で3試合の出場にとどまったが、オハイオ州立大学とのフィエスタボウルでは先発出場、シーズンでは28タックル、1サックをあげた。3年次の2009年には48タックル、2サック、1ファンブルフォース、2インターセプトをあげた。4年次のシーズン終盤、右前腕を骨折、この年は9試合に出場し、19タックル、1サックをあげた。
2011年のNFLドラフト5巡全体164位でボルチモア・レイブンズに指名された。
2011年は、出場機会も少なく7タックル、1パスディフェンスにとどまった。
2012年は、出場機会も増えて、25タックル、5パスディフェンスを記録した。2013年1月12日のデンバー・ブロンコスとのディビジョナルプレーオフでは前半にペイトン・マニングからエリック・デッカーへのTDパスを阻止し、インターセプトしたコーリー・グレアムが39ヤードのリターンTDをあげた。レイブンズはダブルオーバータイムの末、38-35で勝利、第47回スーパーボウルも制した。スーパーボウルの3週間後、彼は初めてのスーパーボウルリングを手に入れた。
2013年は主にスペシャルチームで出場し、10タックルをあげた。第13週のピッツバーグ・スティーラーズ戦ではベン・ロスリスバーガーからエマニュエル・サンダースへのTDパスを阻止し、勝利に貢献した。
2014年シーズン開幕前、エイサ・ジャクソンと第3コーナーバックの座を争った。シンシナティ・ベンガルズとの開幕戦ではA・J・グリーンに決勝TDレシーブを許した。またピッツバーグ・スティーラーズ戦でマークしていたアントニオ・ブラウンに54ヤードのTDレシーブを許した。11月4日、レイブンズからウェイバーされた。11月5日、ニューヨーク・ジャイアンツと契約した。移籍後、ジャイアンツでは8試合に出場した。
2015年3月13日、ジャイアンツと再契約を結んだ。同年9月4日、最終ロースターカットで、ジャイアンツから解雇された。